# Cohors III Lusitanorum

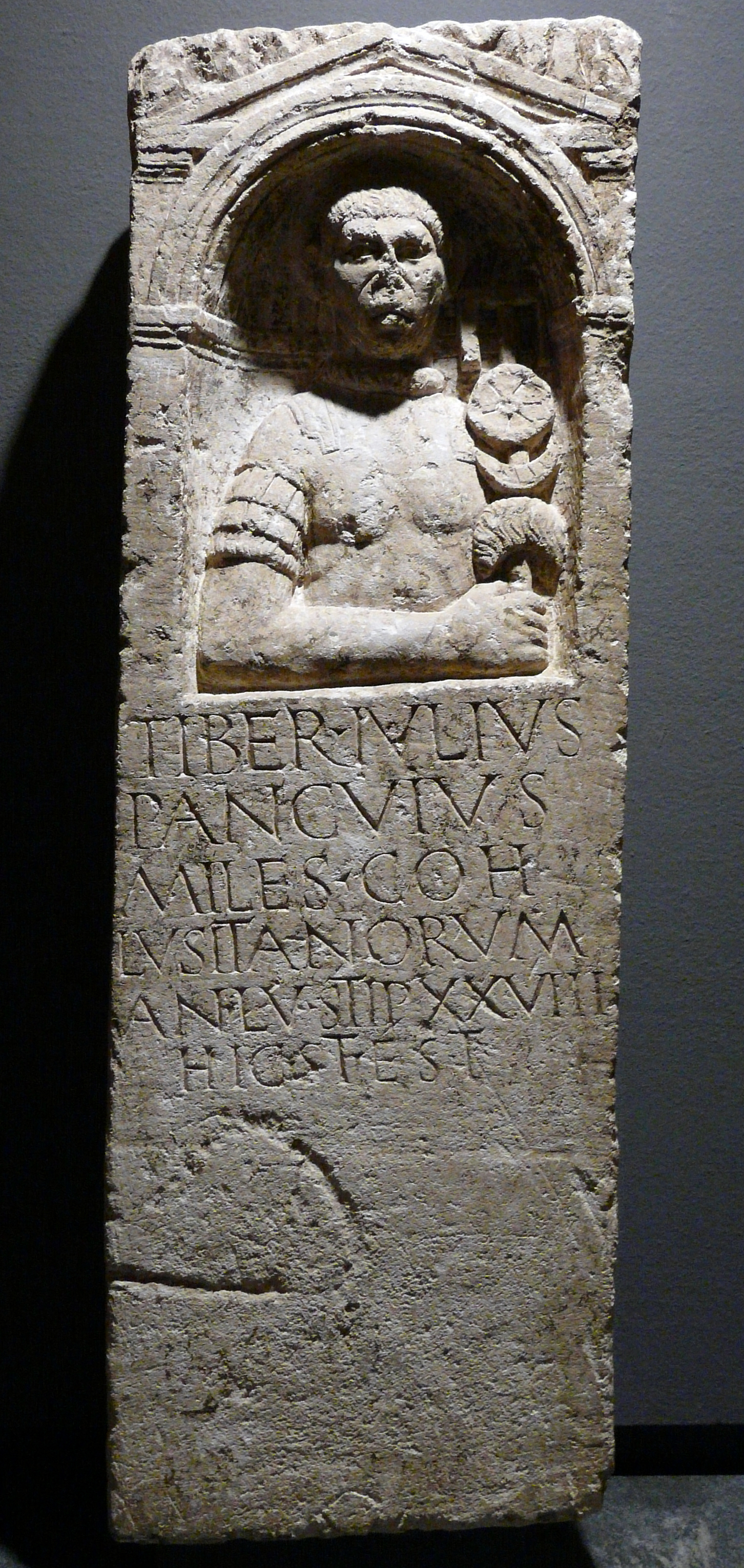
Der Grabstein von Tiberius Iulius Pancuius

Die Cohors III Lusitanorum [pia fidelis] [equitata] (deutsch 3. Kohorte der Lusitaner [loyal und treu] [teilberitten]) war eine römische Auxiliareinheit. Sie ist durch Militärdiplome und Inschriften belegt.

## Namensbestandteile
- Cohors: Die Kohorte war eine Infanterieeinheit der Auxiliartruppen in der römischen Armee.

- III: Die römische Zahl steht für die Ordnungszahl die dritte (lateinisch tertia). Daher wird der Name dieser Militäreinheit als Cohors tertia .. ausgesprochen.

- Lusitanorum: der Lusitaner. Die Soldaten der Kohorte wurden bei Aufstellung der Einheit entweder aus dem Volksstamm der Lusitaner oder aus den Volksstämmen auf dem Gebiet der römischen Provinz Lusitania rekrutiert.[1]

- pia fidelis: loyal und treu. Domitian (81–96) verlieh den ihm treu gebliebenen römischen Streitkräften in Germania inferior nach der Niederschlagung des Aufstands von Lucius Antonius Saturninus die Ehrenbezeichnung pia fidelis Domitiana.[2] Der Zusatz kommt in dem Diplom von 110 vor.[A 1]

- equitata: teilberitten. Die Einheit war ein gemischter Verband aus Infanterie und Kavallerie.[A 2]

Da es keine Hinweise auf den Namenszusatz milliaria (1000 Mann) gibt, war die Einheit eine Cohors quingenaria equitata. Die Sollstärke der Kohorte lag bei 600 Mann (480 Mann Infanterie und 120 Reiter), bestehend aus 6 Centurien Infanterie mit jeweils 80 Mann sowie 4 Turmae Kavallerie mit jeweils 30 Reitern.

## Geschichte
Die Kohorte war in den Provinzen Germania inferior und Pannonia inferior (in dieser Reihenfolge) stationiert. Sie ist auf Militärdiplomen für die Jahre 98 bis 193 n. Chr. aufgeführt.
Die Einheit wurde möglicherweise unter Augustus aufgestellt und war vermutlich seit der Regierungszeit von Tiberius (14–37) im Rheinland stationiert. Durch ein Diplom ist die Kohorte erstmals 98 in Germania inferior belegt. In dem Diplom wird die Kohorte als Teil der Truppen (siehe Römische Streitkräfte in Germania) aufgeführt, die in der Provinz stationiert waren. Ein weiteres Diplom, das auf 101 datiert ist, belegt die Einheit in derselben Provinz.
Zu einem unbestimmten Zeitpunkt, vermutlich während der Dakerkriege Trajans, wurde die Kohorte in die Provinz Pannonia inferior verlegt; möglicherweise nahm sie auch an den Dakerkriegen teil. Der erste Nachweis der Einheit in der Provinz beruht auf einem Diplom, das auf 110 datiert ist. In dem Diplom wird die Kohorte als Teil der Truppen (siehe Römische Streitkräfte in Pannonia) aufgeführt, die in der Provinz stationiert waren. Weitere Diplome, die auf 114 bis 193 datiert sind, belegen die Einheit in derselben Provinz.

## Standorte
Standorte der Kohorte in Germania inferior und Pannonia inferior waren möglicherweise:
| - Novaesium (Neuss): zwei Inschriften wurden hier gefunden. | - Kastell Ad Statuas (Várdomb): eine Inschrift wurde hier gefunden. |

## Angehörige der Kohorte
Folgende Angehörige der Kohorte sind bekannt:

### Kommandeure
| - [], ein Präfekt (CIL 2, 4132) - [], ein Subpräfekt (AE 1895, 36) | - Tiberius Iulius Viator, ein Subpräfekt - Vibius Rufus: er wird auf einem Diplom von 154 als Kommandeur genannt. |

### Sonstige
| - [], (CIL 3, 3302) - [A]tuco, ein Soldat (Leber 00116) - [I]ulius [F]uscus, ein Veteran (CIL 13, 8560) - Mansuetus, ein Soldat (CIL 13, 8317) | - Maximus, ein Fußsoldat: ein Diplom von 154 (ZPE-214-296,2) wurde für ihn ausgestellt. - Ti(berius) Claudius Sanecius, ein Reiter (CIL 2, 432) - Tiber(ius) Iulius Pancuius, ein Soldat (Ness-Lieb 00244) |